# Pokojowy Patrol

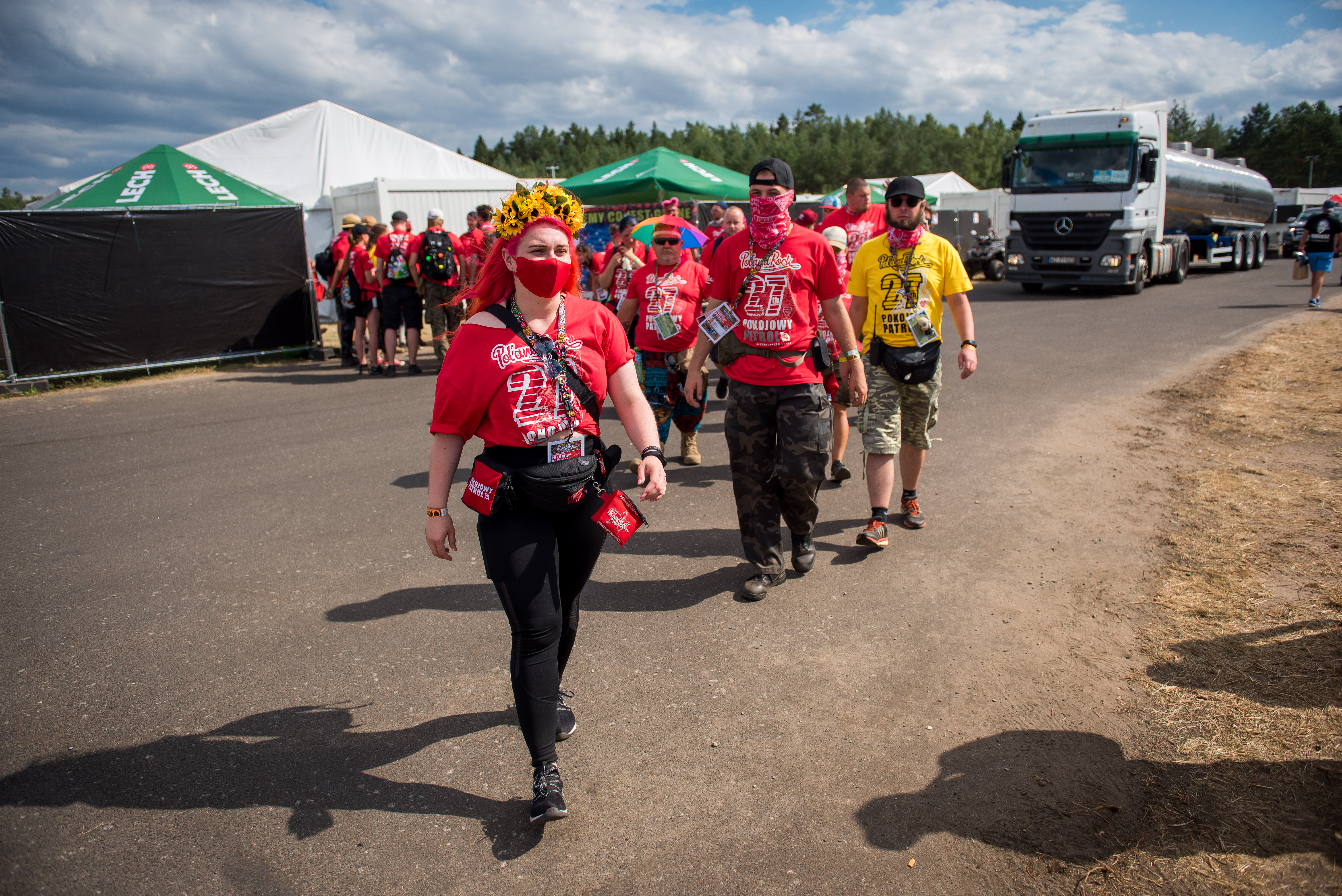
Wolontariusze Pokojowego Patrolu na festiwalu w 2021 roku

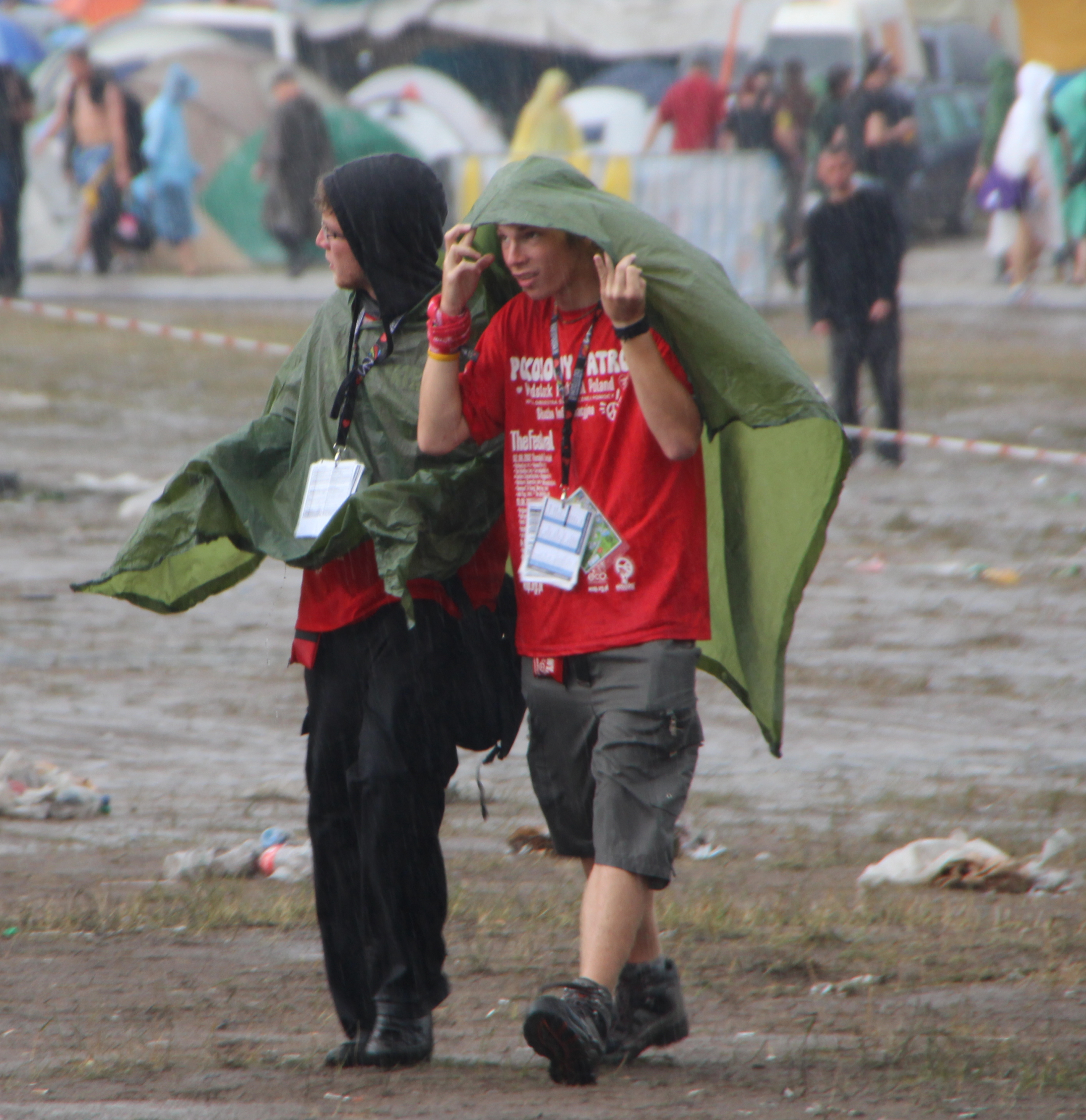
Członkowie Pokojowego Patrolu podczas Przystanku Woodstock 2012

Pokojowy Patrol – grupa wolontariuszy związanych z Wielką Orkiestrą Świątecznej Pomocy. Działają oni podczas festiwalu Pol’and’Rock jako służba informacyjna, udzielając wszelkiego rodzaju pomocy uczestnikom, pilnując porządku na terenie festiwalu, a także pomagają podczas organizacji finałów WOŚP. Pokojowy Patrol pomaga również przy organizacji kilku innych imprez cyklicznych, m.in. Pyrkonu.
Powstanie Pokojowego Patrolu zainspirowane było festiwalem Woodstock 1994, podczas którego porządku pilnowali członkowie Peace Patrol. Pokojowy Patrol powstał w 1995 roku, pierwszymi wolontariuszami było 100 osób, które pomagały w organizacji festiwalu Przystanek Woodstock w 1995 roku.
Członkowie Patrolu muszą mieć ukończone 18 lat. Szkolenia dla wolontariuszy odbywają się w tzw. Uniwersytecie WOŚP w ośrodku "Szadowo-Młyn" w miejscowości Szadowo, koło Kwidzyna. Każdy członek Pokojowego Patrolu przechodzi trzydniowe szkolenie dotyczące pierwszej pomocy, prawa imprez masowych, technik integracyjnych w grupie oraz organizacji festiwalu Pol’and’Rock. Szkolenie organizowane jest we współpracy z Polskim Czerwonym Krzyżem i Górskim Ochotniczym Pogotowiem Ratunkowym.
Podczas festiwalu Pokojowy Patrol podzielony jest na tzw. „Grupy Lotne” (działające na terenie całego festiwalu) i „Grupy Stałe” (odpowiedzialne za prowadzenie Centrum Komunikacji, Biura Rzeczy Znalezionych i SiemaShopu oraz obsługą scen). Oprócz Pokojowego Patrolu, na festiwalu działa także Medyczny Patrol, odpowiedzialny za zabezpieczenie medyczne.
Za swoją działalność członkowie patrolu nie otrzymują wynagrodzenia, ale na czas trwania Festiwalu (oraz innych obsługiwanych imprez) mają zapewnione wyżywienie i miejsce na wydzielonych polach namiotowych (zwanych Grabikiem i Oazą). Każdy wolontariusz otrzymuje specjalną koszulkę koloru czerwonego, z napisem Pokojowy Patrol. Liderzy grup otrzymują koszulki żółte. Podobne koszulki nosi zawodowa ochrona podczas festiwalu, są one jednak niebieskie i pozbawione napisu Pokojowy i Stop przemocy.
13 października jest obchodzony Dzień Pokojowego Patrolowca.